# Пентафтортеллуроксид ксенона(IV)
Бис(пентафтортеллуроксид) ксенона(IV) (тефлат ксенона(IV), пентафтортеллурат(VI) ксенона(IV)) Xe(OTeF5)4 — одно из неорганических соединений ксенона, со связью ксенон-кислород. 

## Получение
Получен реакцией трис(пентафтортеллуроксида) бора с тетрафторидом ксенона.

## Физические свойства
Желтое кристаллическое вещество. Легко разлагается при нагревании.